# Майстерюк Роман Андрійович
Рома́н Андрі́йович Майстерю́к (23 листопада 1971 —21 липня 2014) — підполковник (посмертно) Збройних сил України, командир роти, 34-й батальйон територіальної оборони «Кіровоград-2», лицар ордена Богдана Хмельницького.

## Життєпис
Народтвся 1971 року в селі Миколаївка (Кіровоградський район, Кіровоградська область). Закінчив Миколаївську ЗОШ.
За СРСР відслужив строкову службу в Чехословаччині. Навчався у військових навчальних закладах в Прибалтиці, Ленінграді, Дніпропетровську; служив в різних гарнізонах України. Закінчив Військовий гуманітарний інститут Національної академії оборони України Національного інституту оборони. Призначений в Кіровоград — заступник командира 50-го окремого навчального загону спеціального призначення з виховної роботи. Його супроводжувала дружина Ірина — проходила службу за контрактом в підрозділі зв'язку. 2010 року звільнився в запас.
На місцевому телеканалі вів програму «Армія», в якій пропагував військову службу. З початком проросійських виступів та російської інвазії добровольцем пішов до військкомату.
Командир роти, 34-й батальйон територіальної оборони «Кіровоград-2». 21 липня його рота отримала завдання зайняти блокпост — за даними розвідки, полишений терористами — під містом Торецьк. Однак колишньому офіцеру спецапризначення щось в обставинах не подобалося. Перший БМП терористи в засідці пропустили та відкрили вогонь по другому, у якому знаходився і майор Майстерюк, останній віддає наказ зайняти кругову оборону. Для порятунку відрізаних від основних сил військовиків наказує водію вивести палаючий БТР уперед, чим притлумив вогонь терористів. Куля влучила в плиту бронежилета та його розвернула, наступна поцілила в бік. В бою загинув солдат Ібрагімов Фаріз Расім-огли та чимало терористів, блокпост було зайнято через кілька хвилин по загибелі Майстерюка.
Вдома залишилися мама Надія Іванівна, дружина та 20-річний син Максим.
Похований в місті Кіровоград, Ровенське кладовище, Алея Слави.

## Нагороди та вшанування
- 29 вересня 2014 року — за особисту мужність і героїзм, виявлені у захисті державного суверенітету та територіальної цілісності України, вірність військовій присязі під час російсько-української війни, відзначений — нагороджений орденом Богдана Хмельницького III ступеня (посмертно).
- нагороджений відзнакою «За заслуги 2 ступеня» (посмертно; рішення виконкому Кіровоградської ради від 26 серпня 2014 року).
- 4 лютого 2015 року на фасаді Миколаївської школи встановлено меморіальну дошку на честь випускника Романа Майстерюка[2].
- в його честь у Кропивницькому Новоросійську перейменовано на вулицю Романа Майстерюка.